# 窯町 (瀬戸市)
窯町（かままち）は、愛知県瀬戸市下品野連区の町名。丁番を持たない単独町名である。

## 地理
- 瀬戸市の中央部に位置する[8]。西から北を品野町、東を鳥原町、南を馬ケ城町・五位塚町と隣接している[8]。
- 丘陵斜面に古いモロ（工場）や窯場が築かれ、エンゴロ（匣鉢）やタナ板などの窯材を利用した石垣や塀の民家が集中する[8]。
- 近年、県道沿いの二又池周辺、五位塚町に隣接する丘陵地に新興住宅地が増加している[8]。

### 河川
- 鳥原川（水野川支流） ： 町の北端部、鳥原町・品野町との町境を西流している。
- 南鳥原川（鳥原川支流） ： 町の東部を北流し、北東端で鳥原川に注ぎ込んでいる。
- 南洞川（鳥原川支流） ： 町の中央部を北流し、北東端で鳥原川に注ぎ込んでいる。

- 南洞川（窯町内）

### 池沼
- 二又池 ： 町の南部にある。

- 二又池

### 学区
市立小・中学校に通う場合、学区は以下の通りとなる。また、公立高等学校普通科に通う場合の学区は以下の通りとなる。
| 番・番地等 | 小学校               | 中学校             | 高等学校 |
| ---------- | -------------------- | ------------------ | -------- |
| 全域       | 瀬戸市立下品野小学校 | 瀬戸市立品野中学校 | 尾張学区 |

## 歴史

### 町名の由来
尾張藩の御用窯があったとされるところからつけられたといわれる。

### 沿革
- 1965年（昭和40年）5月1日 - 瀬戸市大字下品野字東山・九反田・洞田・竃谷・清水洞・五反田の各一部により、同市窯町として成立[2]。

## 世帯数と人口
2024年（令和6年）2月1日現在の世帯数と人口は以下の通りである。
| 町丁 | 世帯数  | 人口    |
| ---- | ------- | ------- |
| 窯町 | 882世帯 | 2,006人 |

### 人口の変遷
国勢調査による人口の推移
| 1995年（平成7年）  | 2,081人 | [ 12 ] |  |
| 2000年（平成12年） | 2,121人 | [ 13 ] |  |
| 2005年（平成17年） | 2,008人 | [ 14 ] |  |
| 2010年（平成22年） | 1,946人 | [ 15 ] |  |
| 2015年（平成27年） | 1,799人 | [ 16 ] |  |
| 2020年（令和2年）  | 1,904人 | [ 17 ] |  |

### 世帯数の変遷
国勢調査による世帯数の推移。
| 1995年（平成7年）  | 593世帯 | [ 12 ] |  |
| 2000年（平成12年） | 629世帯 | [ 13 ] |  |
| 2005年（平成17年） | 637世帯 | [ 14 ] |  |
| 2010年（平成22年） | 675世帯 | [ 15 ] |  |
| 2015年（平成27年） | 675世帯 | [ 16 ] |  |
| 2020年（令和2年）  | 747世帯 | [ 17 ] |  |

## 交通

### 鉄道
町内に鉄道は走っていない。最寄り駅は名鉄瀬戸線尾張瀬戸駅になる。

### バス
瀬戸市コミュニティバス「岩屋堂線」
- 道の駅しなの - しなのバスセンター - 岩屋堂 系統 ： 窯東山バス停・二又池北バス停・窯町バス停

- 窯東山バス停
- 二又池北バス停
- 窯町バス停

### 道路
愛知県道22号瀬戸環状線 ： 町の北部を東西に通っている。

## 施設
- 秋葉神社
- オンリーワン陶芸教室 （有限会社加山） ： 出張体験、工房体験教室、絵付（染付）体験、ブライダルギフト制作と様々なシチュエーションに対応している陶芸教室[18]。
- ガラススタジオデルタスⅡ ： ガラス教室も兼ねたギャラリー[19]。陶芸の窯を作ってガラス作りを行っており、瀬戸ならではのガラスと陶器の融合した作品づくりをしている[19]。
- 窯町Iちびっこ広場 ： 町の中央部にある小さな公園。ブランコ・すべり台・砂場がある。
- 窯町IIちびっこ広場 ： 町の中央部にある小さな公園。ブランコ・すべり台・砂場がある。
- 窯町IIIちびっこ広場 ： 町の東部にある小さな公園。鉄棒・すべり台・ジャングルジムがある。
- 窯町IVちびっこ広場 ： 町の中央部にある小さな公園。すべり台とスプリング遊具がある。
- 窯町Vちびっこ広場 ： 町の西部にある小さな公園。鉄棒とすべり台がある。
- 窯町VIちびっこ広場 ： 町の南部にある小さな公園。鉄棒とすべり台がある。
- 窯町VIIちびっこ広場 ： 町の西部にある小さな公園。すべり台がある。
- 二又池防災広場 ： 町の南部、二又池の東部に整備された防災広場。敷地内に東山三集会所がある。

- 窯町Iちびっこ広場
- 窯町IIちびっこ広場
- 窯町IIIちびっこ広場
- 窯町IVちびっこ広場
- 窯町Vちびっこ広場
- 窯町VIちびっこ広場
- 窯町VIIちびっこ広場
- 二又池防災広場
- 東山三集会所

## その他

### 日本郵便
- 郵便番号 : 480-1219[6]（集配局：瀬戸郵便局[20]）。